# Bremsstein

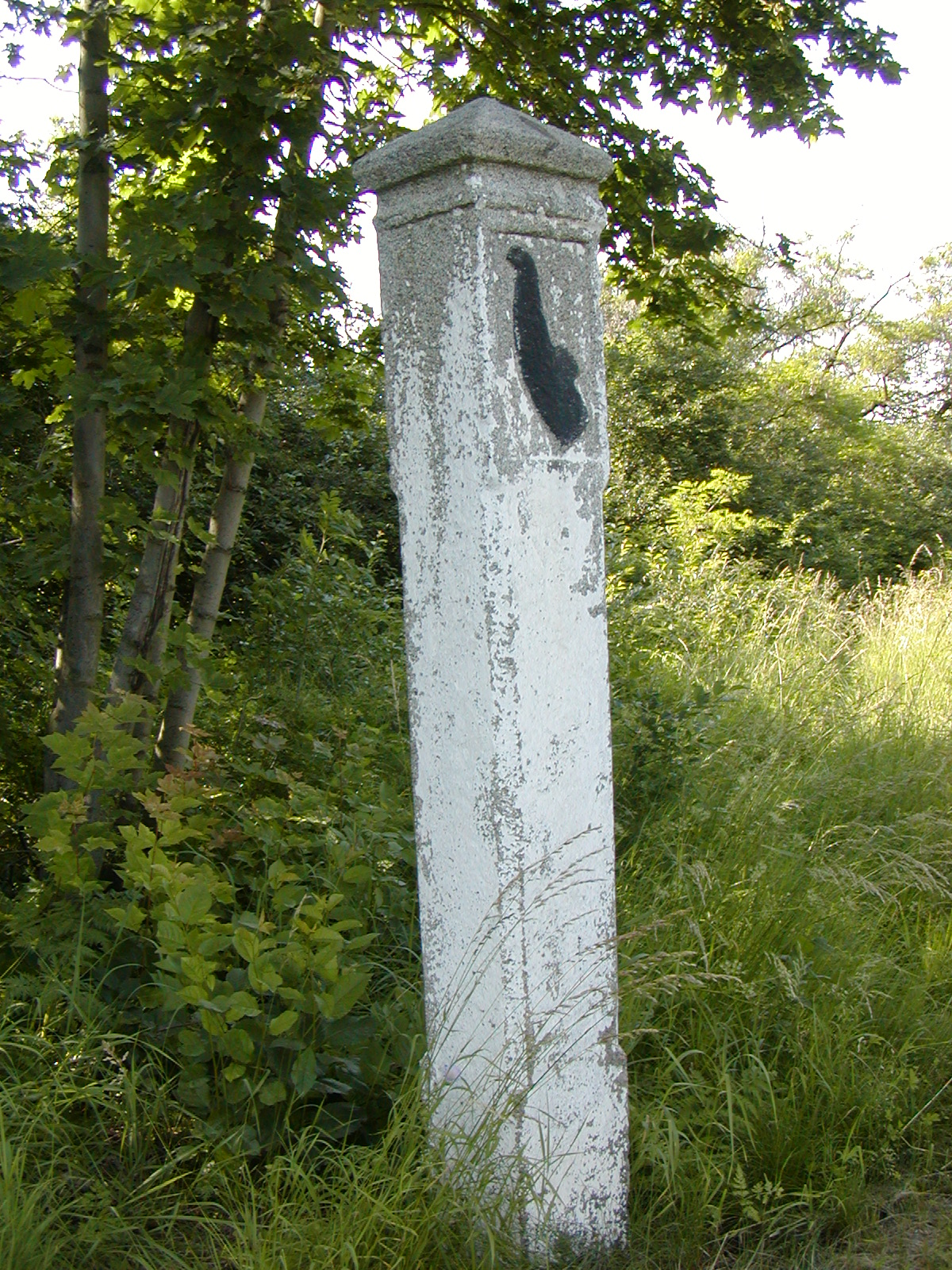
Bremsstein im Ortsteil Radčice in Vodňany im Okres Strakonice in Tschechien

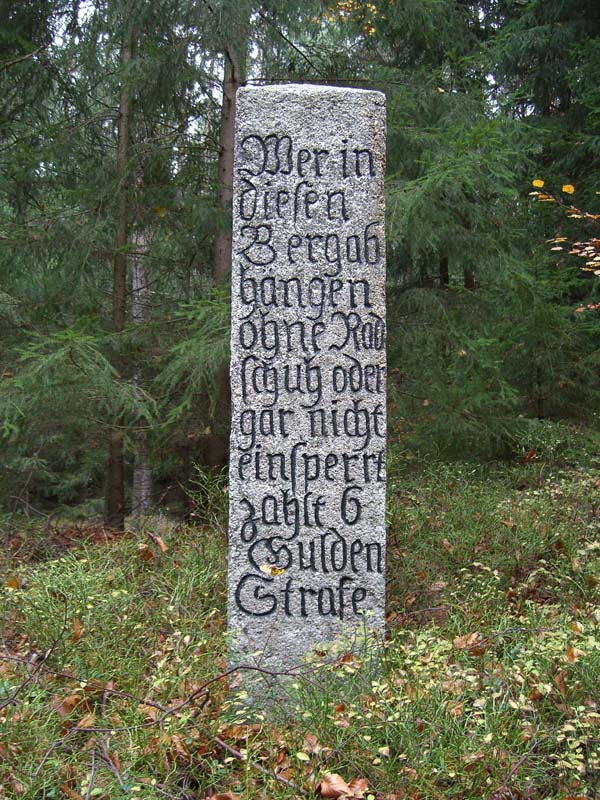
Radschuhsäule bei Friedenfels, Tirschenreuth

Bremssteine, auch Radschuhsteine oder Radschuhsäulen genannt, sind historische steinerne Verkehrszeichen, die den Fuhrleuten abschüssige Wegabschnitte anzeigten, an denen sie sogenannte Radschuhe anzulegen hatten, um Unfälle zu vermeiden. Bremssteine gehören wie Wegkreuze oder Bildstöcke zu den Kleindenkmälern.

## Beschreibung

### Bremssteine
Die Bremssteine machten den Fuhrmann vor Beginn eines stark abschüssigen Wegabschnittes darauf aufmerksam, dass er ein Wagenrad mit dem mitgeführten, eisernen Radschuh zu blockieren hatte, damit der Wagen nur langsam bergab fuhr, die Ladung nicht beschädigt und die Pferde auf dem abschüssigen Weg nicht vom Wagen überrollt wurden. Missachtete ein Fuhrmann die Aufforderung zum Anlegen des Radschuhs, hatte er mit hohen Strafen zu rechnen.
Die älteren Bremssteine zeigen in der Regel einen stilisierten Radschuh. Das schwarz oder dunkel angemalte, stilisierte Radschuhsymbol hob sich vom weißen bzw. hell angestrichenen Bremsstein deutlich ab.
Später wurde in die Bremssteine stattdessen oft eine Inschrift eingemeißelt, wie zum Beispiel bei der Radschuhsäule bei Friedenfels:
```
Wer in diesen Bergabhängen ohne Radschuh oder gar nicht einsperrt, zahlt 6 Gulden Strafe
```

Diese Form der Bremssteine setzt zumindest grundlegende Lesekenntnisse voraus.
In Mittel- und Osteuropa stehen die Bremssteine links der Fahrtrichtung, weil bis Napoleon Linksverkehr herrschte.

### Bremsvorgang
Zum Bremsen kamen verschiedene Methoden zum Einsatz:
- Der Radschuh oder Hemmschuh war eine Art Schlittenkufe, die unter einem Wagenrad befestigt wurde, um den Wagen abzubremsen.[1] → Hauptartikel: Hemmschuh#Hemmschuhe bei Pferdefuhrwerken
- Das Einsperren erfüllte den gleichen Zweck. Dabei wurden Knüppel durch die Radspeichen geschoben oder die Wagenräder mit Ketten festgebunden.[1] Auf diese Weise rutschte der Wagen langsam den Berg hinunter, anstatt mit rollendem Rad unkontrolliert hinunterzurasen.

## Geschichte

Gefährliches Gefälle

Obwohl Bremssteine sehr häufig aufgestellt waren, sind in Europa nur mehr wenige Exemplare erhalten. Der Grund dafür könnte sein, dass die später funktionslosen Bremssteine – eventuell nach einer Standortverlegung – zu einem der zahlreichen Flurkreuze umfunktioniert oder für noch andere Zwecke verwendet wurden.
Auch für die Pferdeeisenbahn Budweis–Linz–Gmunden wurden im 19. Jahrhundert Bremssteine aufgestellt.
Später wurden leichter herstellbare „Einhemmstelle“-Verkehrsschilder für die Kutscher errichtet.
Mit der Motorisierung des Verkehrs und dem modernen Ausbau des Straßennetzes wurden die Bremssteine endgültig überflüssig bzw. durch das Verkehrszeichen Gefährliches Gefälle abgelöst.

## Beispiele

### Häufige Vorkommen in Südböhmen
Auf der böhmischen Seite des alten Salzhandelspfades Linzer Steig gab es im Umkreis von nur 20 Kilometern bis vor kurzem noch fünf Bremssteine:
- Der Bremsstein in Rožmberk nad Vltavou warnt vor der 500 Meter langen, steilen Abfahrt ins Moldautal. Eine Kopie dieses Bremssteins befindet sich im Postmuseum der Nachbargemeinde Vyšší Brod.
- Der Bremsstein in Kaplice befindet sich an der steilen Nordausfahrt der Stadt, kurz vor der Einmündung in die Bundesstraße Nr. 3 (Silnice I/3).
- Der Bremssteine in Nažidla (Gemeinde Bujanov) steht direkt am westlichen Fahrbahnrand der Bundesstraße Nr. 3.
- Der auf der gegenüberliegenden Talseite gelegene Bremsstein in Suchdol war 2019 nicht mehr auffindbar (zwischen diesen beiden Standorten erinnert ein Denkmal an das schwere Busunglück vom 8. März 2003, bei dem 20 Menschen starben).
- Ein weiterer Bremsstein in Netřebice brach 2009 bei einer Kollision und wird seither in der Straßenmeisterei von Kaplice verwahrt.

Die Ortsbezeichnung Radschuhleiten bei Schwarzenbach (Niederösterreich) zeugt von ehemals gefährlichen, abschüssigen Fahrwegen.

### Liste von öffentlich zugänglichen Bremssteinen
Die genauen Standorte der einzelnen Bremssteine sind den „Commons Brake Stone“ zu entnehmen.
| Land        | Region            | Ort                                     | Lage | Bemerkung |
| ----------- | ----------------- | --------------------------------------- | ---- | --- |
| Deutschland | Baden-Württemberg | Schloss Ebersberg, Gemeinde Auenwald    | ⊙    | Inschrift „Wer ohne Radschuh sperrt, an die Rebenwengert und Seitengraben fahrt, wird von unserem Herrn gestraft. Schultheiß Ebersberg“                                                                                               |
| Deutschland | Baden-Württemberg | Heinsheim, Stadtteil von Bad Rappenau   |      | Inschrift „1.fl. Strafe / wer ohne Rad / schuh sperrt“ |
| Deutschland | Baden-Württemberg | Emmendingen                             | ⊙    | An der Ecke Rebhauweg/Schlegelhofweg nahe der Wilhelmshöhe (auf der Gemarkung des Ortsteils Windenreute). Inschrift: „Das Sperren ohne Rathschuh ist bei Strahve von 3 Kreuzern verboten“                                             |
| Deutschland | Baden-Württemberg | Gamburg, Ortsteil der Gemeinde Werbach  | ⊙    | Inschrift „Das Rangsperren an den baiden Staigen ist von 1 bis 3 fl Strafe verboten“, d. h. das einfache Blockieren des Rades anstelle des Anlegens des Radschuhs ist wegen unzureichender Bremswirkung verboten.                     |
| Deutschland | Baden-Württemberg | Höllental (Schwarzwald)                 | ⊙    | beim historischen Zollhaus |
| Deutschland | Baden-Württemberg | Sachsenheim                             | ⊙    | an der Straße nach Untermberg, wurde bei Straßenbauarbeiten entdeckt und als Kleindenkmal erneut aufgestellt |
| Deutschland | Bayern            | Friedenfels                             | ⊙    | Inschrift „Wer in diesen Bergabhängen ohne Radschuh oder gar nicht einsperrt zahlt 6 Gulden Strafe“ |
| Deutschland | Bayern            | Landshut                                | ⊙    | Inschrift „Einhemmstelle“, eingemauert ins Burghauser Tor (= Hutertor) vor dem steilen Burg-Abhang; Spezialfall eines eingemauerten Bremssteines                                                                                      |
| Deutschland | Hessen            | Oberzent, Stadtteil Olfen               | ⊙    | Gegen die Affolterbacher Höhe. Inschrift: L.R.B.Z. Erbach Wer neben die Wandstein fährt und ohne Rathschuh rehmt kost 1 Gulden 30 K Straf 1831.                                                                                       |
| Schweiz     | Kanton Bern       | zwischen Bözingen und Frinvillier       |      | Verbotsstein an der alten Taubenlochstraße. |
| Schweiz     | Kanton Waadt      | Lausanne                                | ⊙    | Inschrift „La loi défend d’enrayer sans garderoue et de mener des bois en traîne – 1812“ |
| Tschechien  | Liberecký kraj    | Hodkovice nad Mohelkou                  | ⊙    | sehr verwittert, nicht unter Denkmalschutz |
| Tschechien  | Südböhmen         | Kaplice                                 | ⊙    | ÚSKP 37525/3-1315, am nördlichen Ortsende vor der Einmündung in die Bundesstraße 3 |
| Tschechien  | Südböhmen         | Nažidla, Gemeinde Bujanov               | ⊙    | ÚSKP 103084, direkt an der Bundesstraße 3 (Achtung auf den Verkehr – Lebensgefahr an dieser stark befahrenen Straße!) |
| Tschechien  | Südböhmen         | Rožmberk nad Vltavou                    | ⊙    | ÚSKP 103881, oberhalb des Gefälles zum Fluss Moldau |
| Tschechien  | Südböhmen         | Radčice, Vodňany                        | ⊙    | ÚSKP 36492/3-4325 |
| Tschechien  | Südböhmen         | Staré Sedlo, Gemeinde Orlík nad Vltavou | ⊙    | ÚSKP 25324/3-2761 |
| Tschechien  | Südböhmen         | Veselka, Ortsteil von Trhové Sviny      | ⊙    | Der Bremstein warnt vor dem Abhang zum Ort Veselka, der in einer Schleife des Flusses Strobnitz liegt. |
| Tschechien  | Vysočina          | Petrovice, Humpolec                     | ⊙    | ÚSKP 47016/3-3228, vor dem Gefälle ins Tal des Flusses Petrovský potok |
| Tschechien  | Vysočina          | Radostín u Havlíčkova Brodu             | ⊙    | ÚSKP 33671/6-325. Der Bremsstein wird üblicherweise dem Ort Radostín zugeordnet, befindet sich genaugenommen aber bereits im Gemeindegebiet von Olešná u Havlíčkova Brodu am rechten Straßenrand Richtung Skuhrov u Havlíčkova Brodu. |

## Ehemalige Bremssteine
- Der denkmalgeschützte Bremsstein in Batelov (Okres Jihlava, ÚSKP 41434/7-4694[5]) ist mittlerweile unauffindbar.
- Der oben erwähnte Bremsstein von Netřebice (ÚSKP 103147[5]) brach 2009 bei einer Kollision und wird seither in der Straßenmeisterei von Kaplice verwahrt.